# 下霍爾蒂察

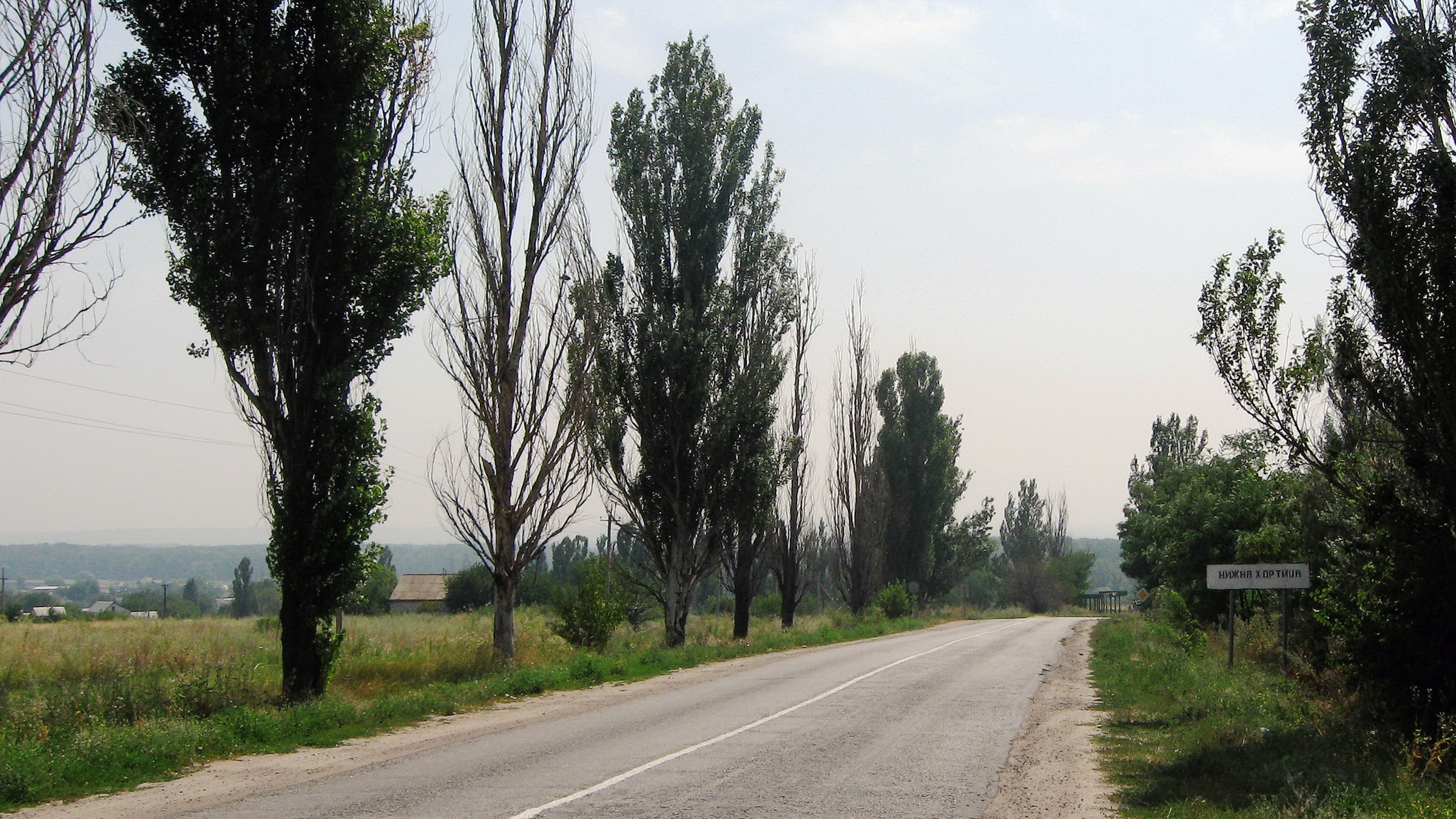
下霍爾蒂察

47°46′16″N 35°7′48″E / 47.77111°N 35.13000°E
下霍爾蒂察（烏克蘭語：Нижня Хортиця）是位於烏克蘭東南部的村莊，由扎波羅熱州扎波羅熱区的多林斯凱市鎮負責管轄。該村距離巴布爾卡5公里，始建於1803年，面積25.72平方公里，海拔高度22米，2001年人口779。